# Asplundia tetragona
Asplundia tetragona är en enhjärtbladig växtart som först beskrevs av Carl Sigismund Kunth, och fick sitt nu gällande namn av Gunnar Wilhelm Harling. Asplundia tetragona ingår i släktet Asplundia och familjen Cyclanthaceae.
Artens utbredningsområde är Colombia. Inga underarter finns listade.